# Imbi the girl
Imbi the girl (aussi écrit imbi) est une personnalité australienne autrice-compositrice, rappeuse et poétesse, qui a grandi à Sydney.

## Carrière
En juin 2017, imbi the girl réalise son premier single acidic suivi par V.I.P. en septembre.
Esoterik (en) mentionne imbi the girl comme artiste vedette pour son single Wide Awake (2018), un morceau de son EP (extended play), My Astral Plane, qui a été nommé pour les ARIA Award en 2018  pour la ARIA Award for Best Urban Album (en).
En avril 2018, imbi the girl remporte les compétitions du Triple J Unearthed (en) et de la NIDA that saw students direct and produce a music video which was premiered on the television show rage later in the year.
La même année, en septembre, sort son premier EP, for me, peu de temps après son troisième single, swell, que l'artiste décrit en ces termes: « a small taste of the goodness that is yet to come. ».
En mai 2019, imbi the girl se rend à Londres après que l'Australasian Performing Right Association (en) et l'Australasian Mechanical Copyright Owners Society (en) l'ai choisi pour participer à SongHubs, dont le but est de mettre en relation, localement et à l'international, les auteurs-compositeurs et autrices-compositrices.
En octobre 2019, imbi the girl reçoit une nomination pour la Live Voice of the Year (NSW) aux National Live Music Awards (en).

## Tournées
imbi the girl a joué dans des festivals tels que Groovin The Moo (en), BIGSOUND, Laneway (en), Party in the Paddock (en) et le Festival of the Sun (en).
En septembre 2018, Imbi the girl est en tournée (Melbourne, Perth, Sydney, Brisbane) avec le Listen Out (festival) (en).
Imbi the girl a accompagné  des artistes tels que FKJ, Sampa the Great, Horrorshow (en), mais aussi Odette (en) durant sa tournée mondiale de mars à avril 2019.
En avril 2019, imbi the girl annonce sa première tournée (Sydney, Melbourne, Brisbane) en tête d'affiche.

## Influences
Dans une interview pour Oyster (en), imbi the girl déclare avoir : « grew up listening to Amy Winehouse and Macy Gray with my mum, and Wyclef Jean and The Fugees with my dad », puis qu'en grandissant : « [I] started listening to Chance the Rapper, Childish Gambino, Noname and Lizzo. ». 
Allen Ginsberg et Sarah Kay (en) sont ses influences poétiques notables. imbi the girl indique au Gay Times Magazine « that they've always looked up to Missy Elliot and her ability to be who she was unapologetically and express herself truthfully through not only her music but her fashion and her whole demeanour ».

## Vie privée
imbi the girl est queer et non-binaire et ses pronoms sont they/them et he/him.